# Pieter Klazes Pel
Pour les articles homonymes, voir Pel.
Pieter Klazes Pel né le 22 février 1852, à Drachten, dans la commune de Smallingerland, en Frise et mort le 15 février 1919 à Amsterdam est un médecin et professeur de médecine interne néerlandais.

## Sa carrière résumée

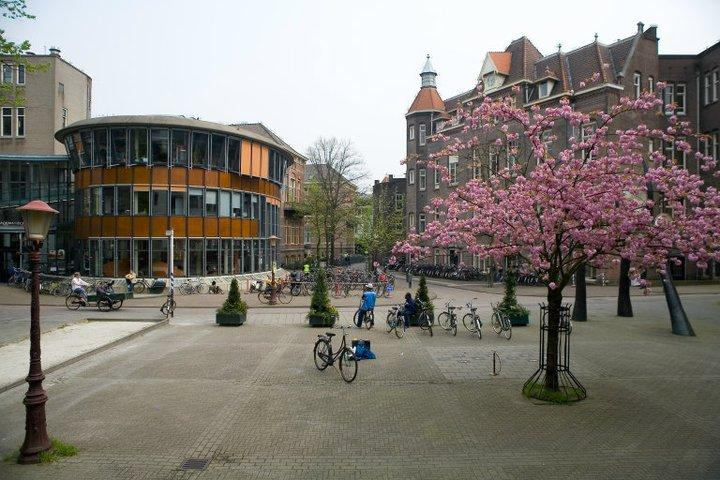
Les abords du Binnengasthuis, ancien hôpital universitaire d'Amsterdam qui abrite à présent des locaux de l'université d'Amsterdam (UvA).

P.K. Pel est le fils d'un médecin. Après ses études secondaires à Sneek, il est étudiant en médecine à Leyde de 1869 à 1873, puis assistant de l'un de ses mentors, le Dr Samuel Siegmund Rosenstein (1832-1906), interniste enseignant à l'université de Leyde. En 1876, il soutient, cum laude, une thèse de doctorat intitulée : « L'effet inducteur de fièvre de la digitaline » (« Over de koortsverwekkende werking van digitaline »). Il complète sa formation à Berlin, Paris et Vienne où il acquiert des compétences en laryngologie.

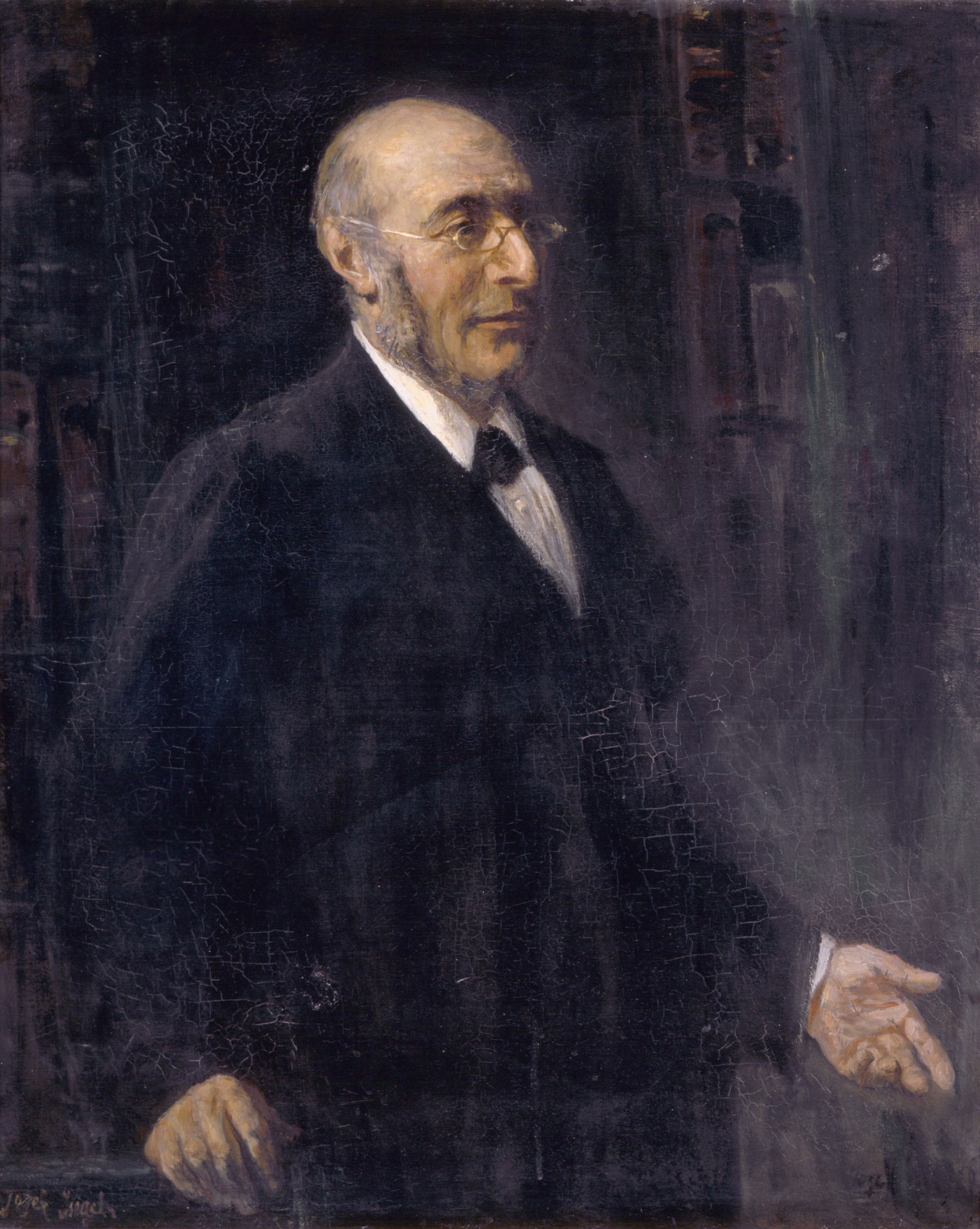
B.J. Stokvis (1834-1902), professeur de médecine interne à Amsterdam. Portrait de 1899, par Jozef Israëls (1824-1911).

En 1877, il devient l'assistant du professeur Barend Joseph Stokvis (1834-1902) à Amsterdam. L'année suivante, il est nommé chef de clinique à l'hôpital universitaire d'Amsterdam, où il se consacre à son tour à la médecine interne, à la fois comme clinicien et comme chercheur. À cette époque, la spécialité englobe tous les aspects de la médecine sauf la chirurgie et la gynécologie, ce qui en fait un domaine d'étude extrêmement vaste. En 1880, il est nommé « chargé de cours en maladies infectieuses et diagnostic physique » (« lector in het onderwijs in de besmettelijke ziekten en de physische diagnostiek »). En 1883, il succède à Stokvis comme professeur titulaire de médecine interne, poste qu'il occupera jusqu'à sa mort. En 1891, il est invité à aller enseigner à Leyde, mais décide finalement de rester à Amsterdam.

## Ses travaux scientifiques
Pel doit sans doute l'essentiel de sa renommée à sa description, en 1885 de la fièvre de Pel-Ebstein, une fièvre cyclique survenant de façon exceptionnelle chez des patients souffrant de la maladie de Hodgkin. Il publie dans le journal prussien Berliner Klinische Wochenschrift les observations de deux patients ayant des périodes de fièvre durant 12 à 14 jours, alternant avec environ 10 jours libres de fièvre. Il constate à l'autopsie une splénomégalie et une tuméfaction des ganglions lymphatiques. En 1887, le médecin allemand Wilhelm Ebstein rapporte un cas similaire dans le même journal. Une polémique s'ensuit entre les deux hommes sur le fait de savoir si le phénomène doit être considéré comme un symptôme de la maladie de Hodgkin, que l'on appelait à l'époque « pseudo-leucémie » (opinion soutenue par Pel) ou comme une entité clinique séparée (selon Ebstein).
Pel a décrit aussi les crises oculaires du tabes dorsalis dans lesquelles surviennent des douleurs névralgiques paroxystiques dans la région ophtalmique. Le terme éponymique de « crise de Pel » n'est plus guère usité : on lui préfère généralement celui de « crise oculaire tabétique ».
Pel partageait l'avis de son contemporain Sir William Osler (1849-1919), qui pensait que l'enseignement et la formation des jeunes médecins devait se faire auprès du patient, et non dans une salle de cours. Selon Osler, le fait d'avoir sorti les étudiants des salles de classe pour les introduire dans les hôpitaux - afin d'y apprendre par l'expérience - constitue le meilleur de son héritage, celui qui lui a valu d'être considéré comme le père du résidanat en médecine moderne. Pel a consacré sa leçon inaugurale à l'importance de l'enseignement médical au lit du malade, ce qui montre bien l'intérêt majeur qu'il portait à l'adoption de cette méthode. C'est à lui que l'on attribue ces mots : « Tandis qu'auparavant, le malade servait avant tout d'exemple ou d'illustration des théories éducatives dominantes, dans le monde moderne l'attention se focalise en priorité sur l'examen minutieux et objectif des patients ». Dans un registre légèrement différent on lui prête aussi les propos suivants : « Eh bien si quelqu'un me dit qu'un animal à quatre pattes se promène dans le jardin d'à côté, bien qu'il puisse s'agir d'un tigre ou d'un éléphant, je penserai d'abord à un chat ou à un chien » (« tja, als iemand mij zegt dat er in de tuin hiernaast een dier op 4 poten loopt, dan kan het een tijger of een olifant zijn, maar ik denk toch eerder aan een poes of een hond ») qu'il aurait tenus pour rappeler aux étudiants qu'en médecine, les diagnostics les plus courants doivent venir à l'esprit avant les raretés. Cette citation rappelle la maxime bien connue et très utilisée dans les hôpitaux et les facultés de médecine : « si vous entendez un bruit de sabots, pensez à des chevaux, pas à des zèbres ». Il n'est pas sûr que la phrase citée par Pel soit vraiment de lui ou s'il ne faisait que reprendre une adaptation de cette maxime.